# ローザ・ルクセンブルク財団
ローザ・ルクセンブルク財団（ローザ・ルクセンブルクざいだん、ドイツ語: Rosa-Luxemburg-Stiftung）は、左翼党に関係する研究・政治教育団体である。